# آنری-ژرژ کلوزو
آنری-ژرژ کلوزو (فرانسوی: Henri-Georges Clouzot‎؛ ۲۰ نوامبر ۱۹۰۷ – ۱۲ ژانویهٔ ۱۹۷۷) فیلم‌نامه‌نویس و کارگردان اهل فرانسه بود. وی بین سال‌های ۱۹۳۱ تا ۱۹۶۸ میلادی فعالیت می‌کرد.
او در بیستم نوامبر ۱۹۰۷ در نیور به دنیا آمد. کلوزو دورهٔ کاری هنری‌اش را از ۱۹۳۱ و با نمایشنامه‌نویسی آغاز کرد. در همین سال، فیلمی کوتاه با عنوان وحشت باتینیول‌ها ساخت. پس از آن فیلم کلاغ را ساخت که از بهترین فیلم‌های اوست.

## زندگی
آنری-ژرژ کلوزو در ۲۰ نوامبر ۱۹۰۷ در نیور فرانسه متولد شد. در اوایل جوانی ابتدا به عنوان متخصص در نیروی دریایی فرانسه مشغول به کار شد اما در آنجا به خاطر مریضی جسمی و نیز دید ضعیفش چندان دوام نیاورد. سپس به تحصیل علوم سیاسی به قصد ورود به عرصه سیاست روی آورد و بعد از فراغت از تحصیل نیز مدتی در خدمت جناح راست بود. او نوشتن را از اواخر دهه بیست و با روزنامه‌نگاری شروع کرد و در عین حال مدتی نیز برای یک کمپانی دوبله فیلم در برلین کار می‌کرد و همین امر باعث شد تا از نزدیک با سینمای آلمان آشنا شود. پس از بازگشت به فرانسه از اوایل دهه سی شروع به نوشتن فیلم‌نامه و نمایشنامه کرد. در همین سال‌ها نمایشنامه‌های زیادی نوشت و در کنار دستیاری کارگردانانی چون آناتول لیتواک و کارل هارتل خود نیز فیلم کوتاهی را در ۱۹۳۱ ساخت. در ۱۹۳۳ اولین فیلم بلندش با عنوان «هوس شاهزاده» را ساخت ولی ضعف جسمانی و بیماری او را مجبور کرد چند سالی از سینما کناره‌گیری کند و به همین دلیل بیش از چهار سال فیلم نساخت. در ۱۹۳۸ با فیلمنامه‌نویسی دوباره به عرصه سینما بازگشت و فیلم بعدی‌اش را در ۱۹۴۲ با عنوان «قاتل در شماره بیست و یک زندگی می‌کند» ساخت که فیلمی پیچیده راجع به یک قاتل سریالی و کارآگاهی است که او را تعقیب می‌کند. او این فیلم را در بخشی از فرانسه ساخت که تحت اشغال نازی‌ها و زیر نظر یوزف گوبلز اداره می‌شد. گوبلز کمپانی‌های فیلمسازی را وادار می‌کرد فیلم‌هایی جذاب بسازند تا بتواند آن‌ها را جایگزین فیلم‌های هالیوودی بکند که در زمان اشغال نمایش آن‌ها ممنوع بود.
کلوزو فیلم بعدی‌اش «کلاغ» را در ۱۹۴۳ ساخت که این فیلم نیز فضایی سیاه با داستانی پیچیده دارد راجع به جامعه‌ای که تلخی‌ها و مشکلات اجتماعی آن را فرا گرفته تا اینکه یک نفر تصمیم می‌گیرد آن‌ها را برملا کند و همین امر باعث آشوب در شهر می‌شود. سپس در ۱۹۴۷ «مقر پلیس پاریس» را ساخت که یک تریلر دیگر بود این بار راجع به قتل رئیس یک کمپانی فیلمسازی توسط قاتلی ناشناس. سپس در ۱۹۴۹ «مانون» را ساخت که برای آن برنده شیر طلایی ونیز شد و در همان سال فیلم دیگری به نام «بازگشت به زندگی» ساخت و فیلم بعدی‌اش «میکت» را در ۱۹۵۰ کارگردانی کرد. پس از ناتمام گذاشتن یک فیلم دیگر در همان سال در ۱۹۵۳ «مزد ترس» را ساخت که راجع به سفر چهار نفر برای رساندن دو کامیون حاوی نیتروگلیسیرین به یک چاه نفت آتش گرفته‌است که در این راه آن‌ها مجبورند از جاده‌ای پر خطر و از موانع بسیار عبور کنند. فیلمی با تعلیق بسیار بالا دربارهٔ تلاش انسان برای مقابله با تقدیر. در این فیلم برای اولین بار «ورا کلوزو» (همسر کلوزو) نقشی را بر عهده گرفت و نیز فیلم برنده جایزه خرس طلایی جشنوار برلین شد. سپس در ۱۹۵۵ «شیطان صفتان» را ساخت. داستان یک مدیر مدرسه که تحت آزارهای شوهرش به پیشنهاد دوستش تصمیم می‌گیرد او را بکشد و پس از قتل با مفقود شدن جسد هر روز شواهدی مبنی بر زنده بودن مرد بدست می‌آید. در نهایت با مواجهه ناگهانی زن با شوهرش و مرگ زن از شدت ترس مشخص می‌شود که همه چیز نقشه‌ای بین دوست زن و مرد بوده‌است. فیلمی باز هم تلخ و سیاه راجع به خیانت و دروغ و البته با فیلمنامه‌ای بسیار خوب و دقیق و پر پیچ و خم که بازشدن تمام معماهایش را به پایان میخکوب‌کننده‌اش موکول می‌کند، ترفندی که کاملاً با موفقیت همراه است. تصاویر فیلم عمدتاً تیره و تار هستند. بخصوص در سکانس پایانی تمام تلاش کارگردان در انتقال ترس و توهم با استفاده از سایه‌های بلند و صداهای نامفهوم در نوع خود یکی از بهترین نمونه‌ها در تاریخ سینماست و البته دومین همکاری ورا کلوزو (به نقش مدیر مدرسه) و آنری ژرژ-کلوزو در این فیلم رقم می‌خورد. این فیلم و فیلم قبلی کلوزو در آمریکا نیز به نمایش درآمدند و در نقدها جزو بهترین تریلرهای آن دهه شناخته شدند. شیطان صفتان به نوعی پیش دستی بر سرگیجه ساخته آلفرد هیچکاک بود و بعدها تعداد زیادی فیلم و سریال از آن تأثیر گرفتند. با ساخت این فیلم بود که کلوزو کاملاً به عنوان یک کارگردان که در فیلم‌هایش مایه‌های تلخ داستانی و انسان‌های بیمارگونه و روان‌پریش حضور دائم دارند شناخته شد. همچنین به وضوح می‌شد در فیلم‌های کلوزو نوعی بدبینی نسبت به دستگاه‌های حکومتی را یافت از این جهت که در بیشتر فیلم‌های او ارگان‌های دولتی و امنیتی نمی‌توانستند کمک چندانی به امنیت و آرامش مردم عادی بکنند. از دیگر ویژگی‌های او این بود که به مرور روش فیلمسازی‌اش سمت و سویی شخصی‌تر یافت و به عنوان مثال او هر بار تعداد برداشت‌ها را آنقدر تکرار می‌کرد تا به برداشت مورد نظر خود برسد؛ و این کار را با توجه با آنکه عموماً فیلمنامه‌ها را هم خودش می‌نوشت با تسلطی دو چندان انجام می‌داد.

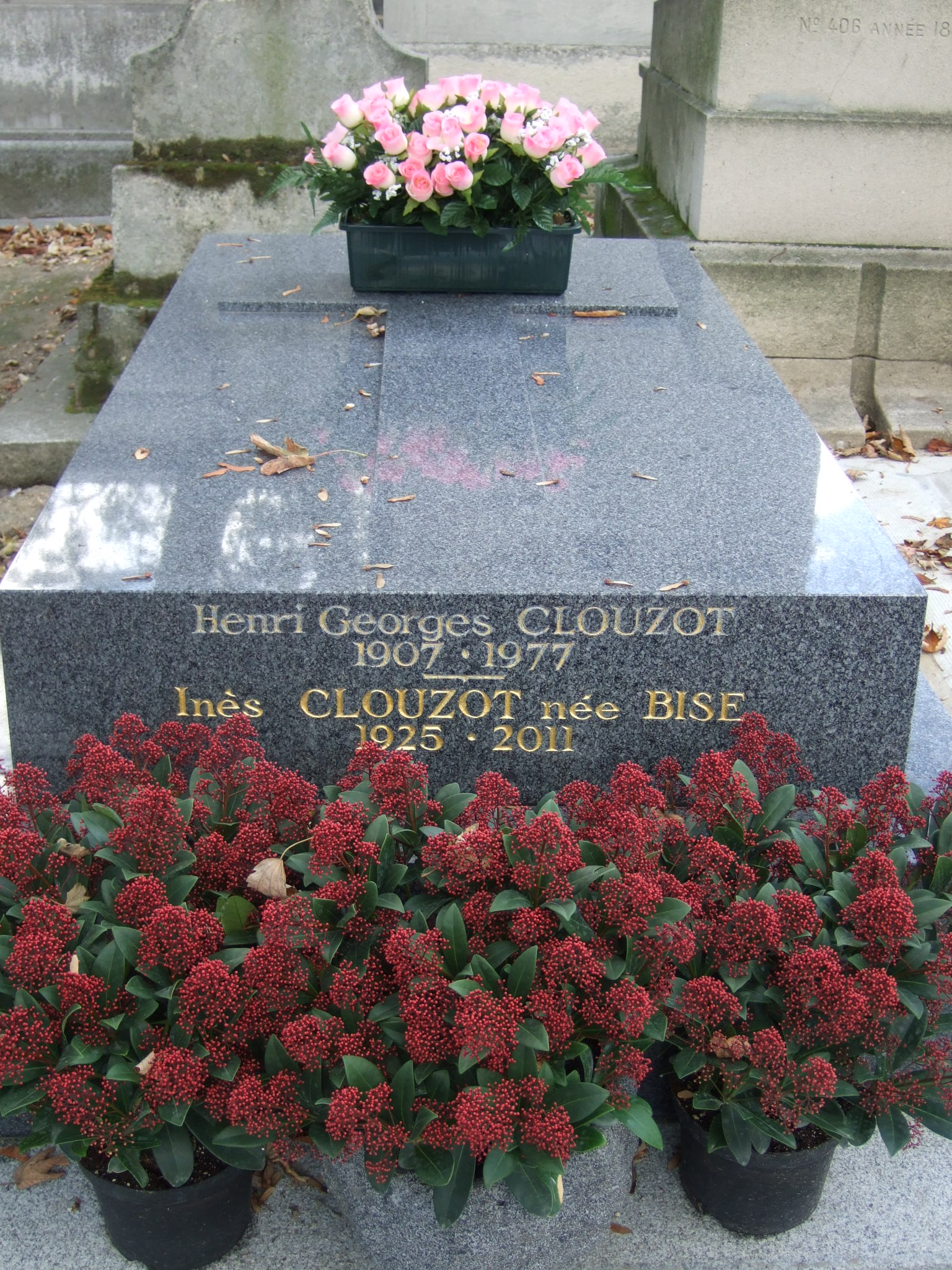

یک سال بعد او مستند «راز پیکاسو» را ساخت که راجع به شیوه کار و نحوه خلق بعضی آثار پیکاسو بود و سال بعد از آن «جاسوس‌ها» را ساخت که یک کمدی کنایی شلوغ و پر شخصیت (به سبک فیلم‌هایی که بعدها رابرت آلتمن متخصص ساخت آن‌ها شد) راجع به جنگ سرد بود. این فیلم آخرین همکاری او و همسرش سه سال قبل از مرگ او بود. در ۱۹۶۰ کلوزو «حقیقت» را ساخت که داستان زندگی مصیبت بار یک دختر است که پس از یک دوره زندگی بی بندوبار نزد عشق سابقش بر می‌گردد و وقتی از طرف او پس زده می‌شود او را به قتل می‌رساند و وقتی در نهایت دختر در دادگاه پیروز نمی‌شود اقدام به خودکشی می‌کند. این فیلم نیز لحن تلخ کلوزو را با خود دارد و سیاه اندیشی کلوزو بر آن سایه انداخته است. از نکات جالب فیلم هم می‌توان به استفاده کلوزو از آثار بتهوون و ایگور استراوینسکی به عنوان موسیقی فیلم نام برد.
در این سال‌ها بود که ضعف جسمانی او دوباره بروز کرد و مانع فعالیت جدی او در سینما شد و او مجبور شد پروژه بعدی اش با نام «دوزخ» را در ۱۹۶۴ کنار بگذارد. سپس در ۱۹۶۷ مستندی با نام «جوزپه وردی: رکوئیم» را ساخت و آخرین فیلمش را در ۱۹۶۸ با عنوان «زندان زنان» با اقتباسی از مارسل پروست ساخت.
او در ۱۲ ژانویه ۱۹۷۷ در پاریس درگذشت. در همان سالی که ویلیام فریدکین «مزد ترس» را بازسازی کرده بود. کلوزو در سال‌های پس از مرگش تا حدودی از یادها رفت تا اینکه پس از گذشت حدود یک دهه ارزش فیلم‌هایش با بازبینی مجدد مشخص شدند و حتی دولت فرانسه «راز پیکاسو» را یک گنجینه ملی اعلام کرد. همچنین در سال ۱۹۹۰ «شیطان صفتان» با بازی شارون استون در هالیوود بازسازی شد.

## جوایز و افتخارات
مقر پلیس پاریس در سال ۱۹۴۷ جایزهٔ بهترین کارگردانی جشنوارهٔ ونیز را برای او به ارمغان آورد و دو سال پس از آن فیلم مانون نیز جایزهٔ ویژهٔ جشنوارهٔ ونیز را نصیب او کرد. در میان فیلم‌های او، مزد ترس، برندهٔ نخل طلای جشنوارهٔ کن در سال ۱۹۵۳ را، درخشان‌ترین اثر او می‌دانند.

## فیلم‌شناسی
- قاتل در شماره بیست و یک زندگی می‌کند (۱۹۴۲)
- کلاغ (۱۹۴۳)
- مقر پلیس پاریس (۱۹۴۷)
- مانون (۱۹۴۹)
- بازگشت به زندگی (۱۹۴۹)
- میکت (۱۹۵۰)
- مزد ترس (۱۹۵۳)
- شیطان‌صفتان (۱۹۵۴)
- معمای پیکاسو (۱۹۵۶)
- جاسوس‌ها (۱۹۵۷)
- حقیقت (۱۹۶۰)
- زنان به زنجیر (۱۹۶۸)